# 醤油かけご飯

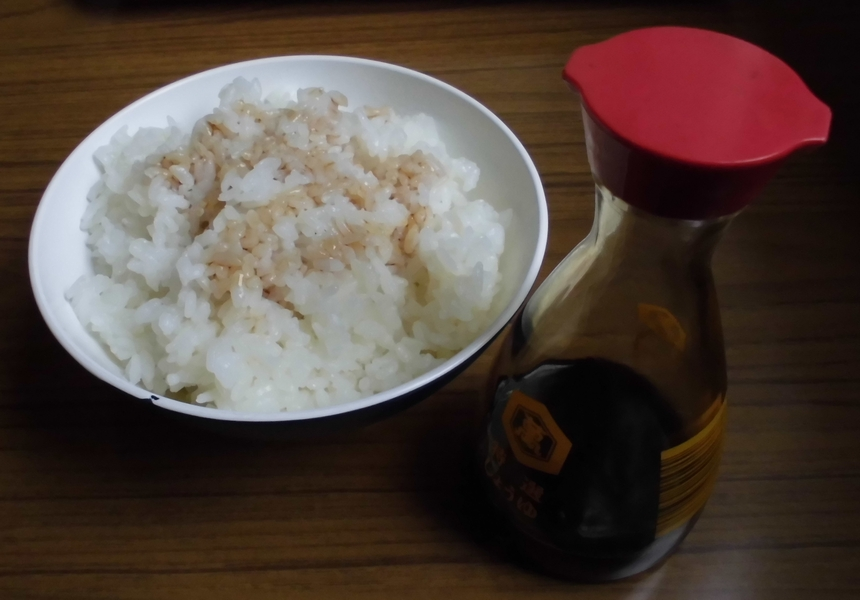
醤油かけご飯の例

醤油かけご飯（しょうゆかけごはん）は、日本の米料理の一つで、醤油をかけただけの飯のこと。

## 醤油による効果
醤油を飯にかけることは、醤油の味や風味を最も純粋に味わうことのできる食べ方とも考えられている。醬油製造業者からも「飯に醤油を食べるのが最も好き」との声があり、埼玉県の醤油メーカーである弓削多醤油でも、さまざまな場での醤油しぼりの実演において、飯に醤油をかけて味見をすることを推奨している。
化学的には、醤油に含まれているカルボニル、含硫化合物、フェノール、ピラジンといった成分がほかの物質と反応しやすいために、醤油を熱い飯にかけることで、新たな香味成分が生じて美味しそうな香りが漂うことが分析されている。また、醤油には胃液の分泌を促して消化を助ける働きがあるため、醤油を飯にかけることで、飯に含まれる鉄分の吸収が3.5パーセントから11.4パーセントに促進されたという報告もある。
老舗の醤油醸造元が並ぶ島根県出雲市平田町の木綿街道では、2011年（平成23年）に「醸造まつり」が開催され、醤油を味わうために醤油かけご飯の食べ比べが行なわれている。2016年（平成28年）にも出雲市平田町の「木綿街道交流館」で、木綿街道で製造された醤油の味を広めることを目的として、約20種類の醤油かけご飯が提供された。

## 節約食として
醤油さえあれば飯が食べられるといったことから、食費を浮かせるための食べ方とされるケースも多い。
昭和初期には、山形県金山町の一部で食事の際に惣菜が何もないとき、醤油だけを飯にかける「醤油めし」と呼ばれる風習があった。昭和恐慌の時期の大衆食堂でもソーライス（ウスターソースをかけただけの飯）と同様、飯に醤油だけをかけて食べる光景が見られた。戦前の少年小説では、貧乏な家で病気の母を持つ主人公の少年が、学校へ持参する弁当のおかずを弟や妹の分に回し、自分の弁当は飯に醤油をかけただけで、級友に見られないよう隠しながら食べる場面が定番だった。終戦直後も一部の地域では貧乏な人々の間で、醤油やソースをかけただけの飯による食事が流行していた。
平成以降においても、マイナビが2011年（平成23年）に社会人たちに対して行った「学生時代の思い出の味」の調査、2015年（平成27年）の「お金がない時に作る節約料理」「金欠女子が節約のためにこっそりしているズボラ飯4選」での調査でも、節約のために食べるものとして、卵かけご飯や納豆かけご飯などと共に名前が挙げられている。令和期においては2021年以降、新型コロナウイルス感染症の影響で困窮家庭が増加し、副食がなく「醤油かけご飯で凌いでいる」との声も聞かれている。
著名人では、明治・大正期の文豪である森鷗外が、妻子と別居して男だけの所帯を構えていた時期に、飯に醤油だけをかけることを発案し、食事を簡素に済ませるために食べていたという。昭和時代では元歌手の山口百恵が、子供の頃は家が貧乏で、飯に醤油をかけて食べていたという。タレントの島田洋七は、「佐賀のがばいばあちゃん」として知られる祖母の徳永サノのもとで子供時代を暮らしていた貧乏時代に、「卵抜きの卵かけご飯」と称して、醤油かけご飯を食べていた。平成以降では元AKB48のメンバーである女優・秋元才加も、2012年（平成24年）頃までは家が貧乏で、食事が飯と醤油だけのときがあったことを告白している。

## 否定的な意見
一般には、飯に醤油を直接かけることは「行儀が悪い」「体に悪い」「下品」などのイメージを持たれている。
岡山県では「醤油を飯にかけて食べると毒になる」ともいい、さらには「生醤油を飯にかけて食べるとサナダムシがわく」といったことわざもある。後者については実際にサナダムシがわくわけではなく、一応の満腹感が得られるにもかかわらず栄養が不足するため、このような食べ方を戒めたものと見られている。「体に悪い」というのは、塩分過多となりやすいことの意味とも見られている。この一例として新左翼活動家の川島豪は、逮捕後の獄中で高血圧と診断されており、獄中で書いた書簡の中で、醤油かけご飯を好んで食べたことが高血圧に繋がったことを懸念している。前述のように食費を浮かせる目的で醤油をかけることがあるため、「貧乏人を真似ている」と見なされて醤油かけご飯が嫌われる、といった解釈もある。
こうしたことから、良くないイメージを持つ食べ方ながら、人に隠れてこっそりと飯に醤油をかけて食べているケースも多い。

## 日本国外の事例
日本食ブームであるアメリカでは飯に醤油をかけることが日本食愛好家の間で定着しており、日本料理店などで、アメリカ人が日本食を目の前にして早速、当然のように飯に醤油をかける光景がよく見られる。戦後の昭和20年代にアメリカで日本料理店が増え始めた時期に、アメリカ人たちが醤油を好んで用い始めたこと、またはヒッピーが「東洋の神秘」の一つとして愛好していたことが発端といわれ、後に知識人やOLたちの間にもこの食べ方が広まっている。日本食ブームにおいては日本食が一般に低カロリーと考えられていることから、アメリカでは醤油をかけることは健康に良いと見なされているが、実際には飯にかける醤油の量は日本よりかなり多く、日本での丼物の汁ほどの量の醤油がかけられていることもある。アメリカの米（インディカ米）がサラサラとした食感のために野菜に近いことや、アメリカ人にとって醤油はドレッシングに近い感覚があるため、との説もある。
ヨーロッパでは、フランスの日本料理店において、みたらし団子や蒲焼のタレに近い醤油ベースのソース「スクレソース」を飯にかけることが好まれている。これは、フランス人は甘辛い味を好むことや、飯と副食を共に食べる習慣がなく、飯単体で食べると物足りなさを感じるため、などと考えられている。このことからキッコーマンでは「ご飯にかける醤油」として、日本国外限定で甘味のある醤油「Kikkoman Sauce Soja Sucree」、パリの老舗日本食品店の京子食品でも甘い醤油「飯だれ」が販売されており、それぞれ人気を博している。1964年（昭和39年）の東京オリンピックの時期に、フランス人が洋食店を訪れて飯だけを注文し、醤油をかけて食べていたという話や、フランス人が日本人の来客にご馳走として醤油かけご飯を出したという話もある。
ほかにも、日本に来たタイ人が日本食に馴染めず、醤油だけが口に合うので飯にかけて食べていたという話や、インドネシアのスマトラ島の住民が醤油かけご飯を食べていた話、南京事件の被害に遭った中国人が貧相な生活の中で醤油を飯にかけて食べていたという話もある。
日本国外の著名人では、ロシアの元新体操選手であるアリーナ・カバエワが映画出演のために2001年（平成13年）に来日した際、醤油かけご飯が大好きと発言している。